# La Clusaz
La Clusaz è un comune francese di 1 917 abitanti situato nel dipartimento dell'Alta Savoia della regione dell'Alvernia-Rodano-Alpi.
Stazione sciistica attrezzata sia per lo sci alpino sia per lo sci nordico, ha ospitato varie tappe dalla Coppa del Mondo di sci di fondo e della Coppa del Mondo di freestyle, oltre a numerose gare minori.

## Società

### Evoluzione demografica
Abitanti censiti